# Najwyższy Trybunał Narodowy

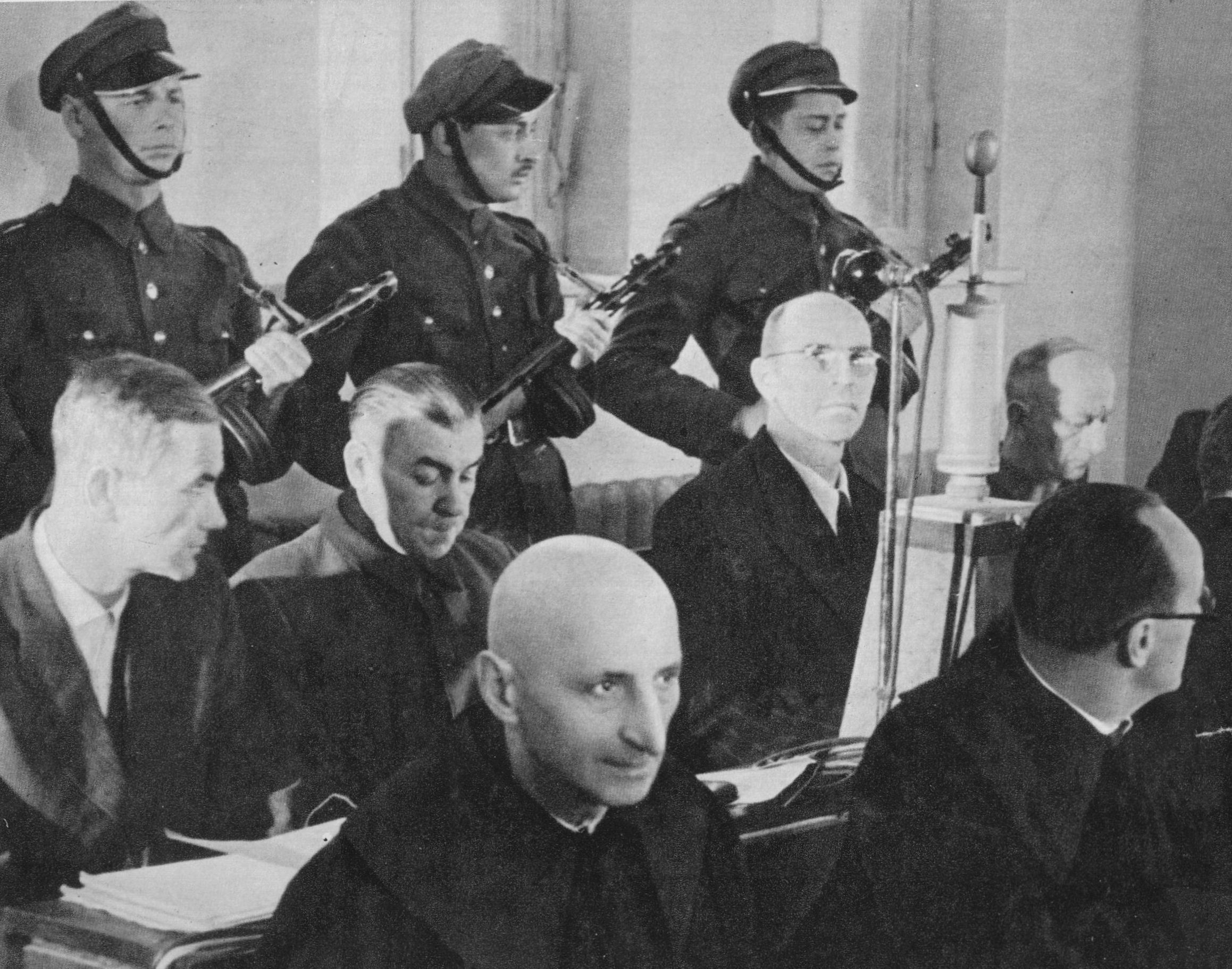
Trzeci proces przed Najwyższym Trybunałem Narodowym w Warszawie. Siedzą od lewej w drugim rzędzie: Ludwig Fischer, Ludwig Leist, Josef Meisinger i Max Daume

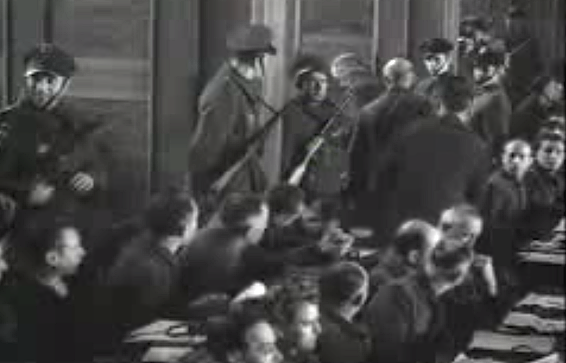
Proces 40 członków załogi obozu w Oświęcimiu w Krakowie

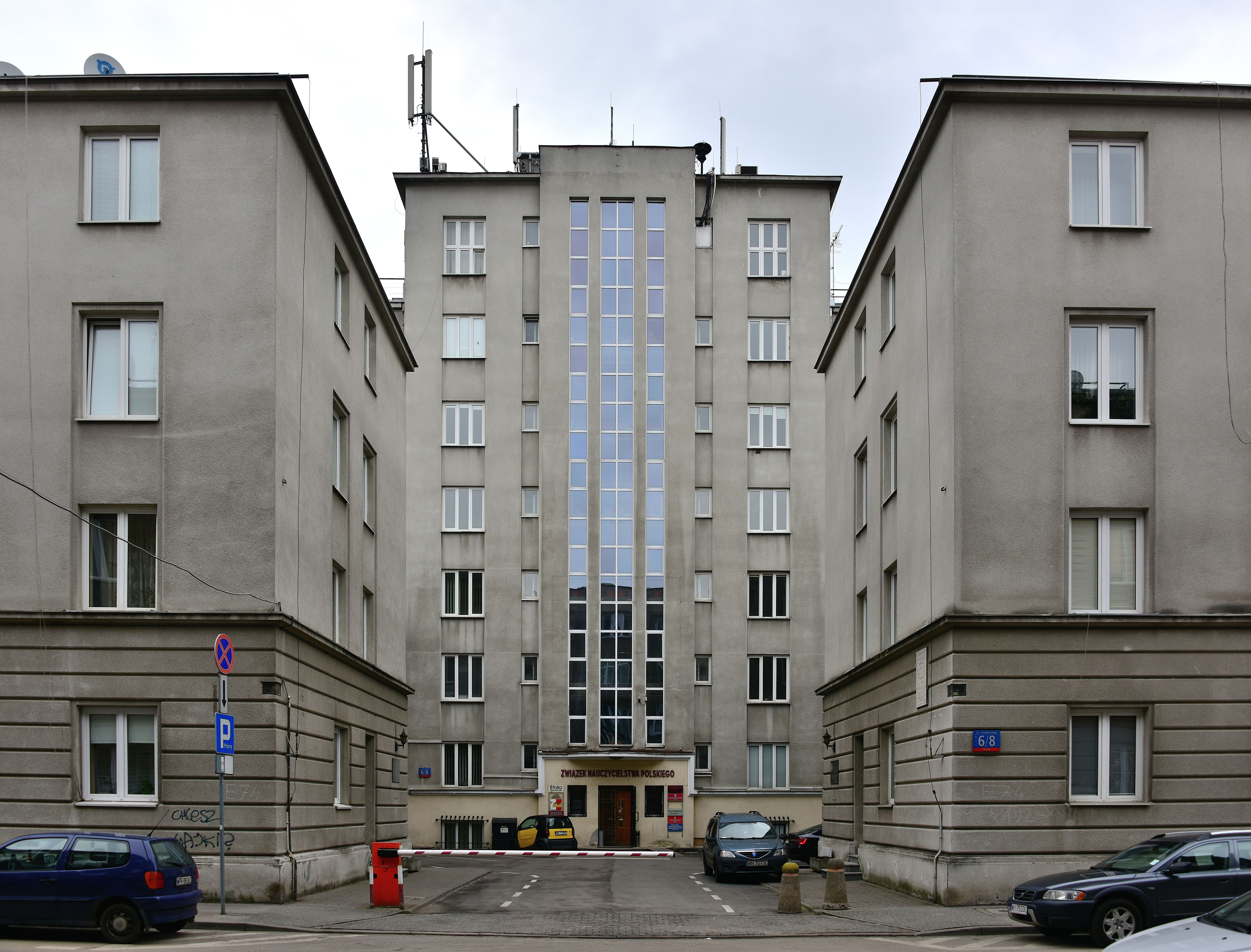
Budynek Związku Nauczycielstwa Polskiego przy ul. Smulikowskiego 6/8 w Warszawie, miejsce trzeciego i czwartego procesu

Najwyższy Trybunał Narodowy – polski sąd szczególny utworzony 18 lutego 1946 roku i działający na podstawie Dekretu z dnia 22 stycznia 1946 r. o Najwyższym Trybunale Narodowym (Dz.U. z 1946 r. nr 59, poz. 327, Dz.U. z 1947 r. nr 32, poz. 143 oraz Dz.U. z 1949 r. nr 32, poz. 238), zajmujący się wymierzaniem kar dla faszystowsko-hitlerowskich zbrodniarzy oraz zdrajców Narodu Polskiego. Trybunał procedował w latach 1946–1948.

## Utworzenie Trybunału
Genezą NTN było to, że polska strona, uznając, że Międzynarodowy Trybunał Wojskowy w Norymberdze nie uwzględnił należycie skarg polskich, postanowiła powołać jego krajowy odpowiednik.
Dekret o utworzeniu Trybunału podpisał prezydent Krajowej Rady Narodowej (KRN) Bolesław Bierut, a kontrasygnowali: premier Edward Osóbka-Morawski, minister sprawiedliwości Henryk Świątkowski oraz minister bezpieczeństwa publicznego Stanisław Radkiewicz. Trybunał orzekał na podstawie całego obowiązującego po wojnie ustawodawstwa karnego:
- Rozporządzenia Prezydenta Rzeczypospolitej z dnia 11 lipca 1932 r. – Kodeksu karnego (Dz.U. z 1932 r. nr 60, poz. 571, ze zm.; art. 225, 235, 236, 246, 259 i 278);
- Dekretu Polskiego Komitetu Wyzwolenia Narodowego z dnia 23 września 1944 r. – Kodeksu karnego Wojska Polskiego (Dz.U. z 1957 r. nr 22, poz. 107, ze zm.);
- przepisów szczególnych, jak np. Dekretu Polskiego Komitetu Wyzwolenia Narodowego z dnia 31 sierpnia 1944 r. o wymiarze kary dla faszystowsko-hitlerowskich zbrodniarzy winnych zabójstw i znęcania się nad ludnością cywilną i jeńcami oraz dla zdrajców Narodu Polskiego (Dz.U. z 1946 r. nr 69, poz. 377, ze zm.).

## Procedura
Trybunał orzekał w składzie trzech sędziów i czterech ławników powoływanych spośród posłów do KRN. Jego wyroki, podobnie jak orzeczenia Sądu Najwyższego, były ostateczne i niezaskarżalne. Skazanym przysługiwało prawo do zwrócenia się o łaskę do Prezydenta KRN. Najwyższy Trybunał Narodowy sądził w szczególności:
- osoby odpowiedzialne za przegraną Polski we wrześniu 1939 roku oraz faszyzację międzywojennej Polski
- przestępców pospolitych z okresu II wojny światowej
- reichsdeutschów i volksdeutschów
- działaczy podziemia nacjonalistycznego.

Trybunał działał do 1948 roku, mimo że nie został zlikwidowany żadnym aktem prawnym. Kolejne procesy przeciwko zbrodniarzom wojennym toczyły się przed sądami powszechnymi.

## Skład Najwyższego Trybunału Narodowego

### Wymagania formalne, wybór oraz kadencja członków Trybunału
Zgodnie z art. 3 ust. 2 dekretu o Najwyższym Trybunale Narodowym, prezydium Krajowej Rady Narodowej na wniosek Ministra Sprawiedliwości powoływało na sędziów Najwyższego Trybunału Narodowego osoby posiadające kwalifikacje sędziowskie.

### Osoby zasiadające w Trybunale
sędziowie:
- Emil Stanisław Rappaport
- Stanisław Rybczyński[4]
- Henryk Cieśluk

Sędziowie Najwyższego Trybunału Narodowego podczas procesu Amona Goetha. Od lewej: dr M. Dobromęski, Albert Eimer, Józef Zembaty, i Felix Jarosz

- M. Dobromęski, Prezes Sądu Apelacyjnego w Warszawie[5]
- Albert Eimer, prezes Specjalnego Sądu Karnego w Krakowie[5]
- Józef Zembaty, sędzia Specjalnego Sądu Karnego w Katowicach[5]
- Felix Jarosz, sędzia zapasowy[5]

sędziowie ławnicy:
- Stanisław Stasiak[6]
- Stanisław Stefański, poseł do KRN[6]
- Henryk Wójcik[6]
- Janusz Wierusz-Kowalski[6]
- Marian Litiński, poseł do KRN[5]
- Albin Jura, poseł do KRN[5]
- Franciszek Zymła, poseł do KRN[5]
- Pelagia Lewińska, posłanka do KRN[5]

Najwyższego Trybunał Narodowy w pełnym składzie podczas procesu Amona Goetha. Od lewej: Henryk Dobrowolski, Marian Litiński, Albin Jura, M. Dobromęski, M. dr Albert Eimer, Józef Zembaty, Felix Jarosz, Franciszek Zymła, i Pelagia Lewińska

- Henryk Dobrowolski, ławnik zapasowy, poseł do KRN[5]

### Prokuratura Trybunału
prokuratorzy:
- Tadeusz Cyprian[5]
- Henryk Gacki
- Jerzy Sawicki
- Mieczysław Siewierski[5]
- Stefan Kurowski

## Postępowanie przed Najwyższym Trybunałem Narodowym
Wyroki Trybunału były ostateczne i prawomocne, a przepisy kodeksu postępowania karnego dotyczące apelacji zostały wyłączone. Skazanemu przysługiwała prośba do Prezydenta Krajowej Rady Narodowej o zastosowanie prawa łaski.
W wypadku orzeczenia w wyroku skazującym kary śmierci akta sprawy wraz z opinią Trybunału trafiały do Prezydenta KRN, z możliwością skorzystania przez niego z prawa łaski.

## Obrońcy w procesach przed Trybunałem
- Stanisław Hejmowski

## Procesy przed Najwyższym Trybunałem Narodowym
Przed Trybunałem odbyło się siedem procesów:
1. Oskarżony: Arthur Greiser.
Proces odbył się w Poznaniu 22 czerwca – 7 lipca 1946.
Miejsce: aula Uniwersytetu Poznańskiego[7]
Wyrok: kara śmierci, wyrok wykonano.
2. Oskarżony: Amon Göth.
Proces w Krakowie 27 sierpnia – 5 września 1946.
Miejsce: sala Sądu Okręgowego w Krakowie[7]
Wyrok: kara śmierci, wyrok wykonano.
3. Oskarżeni: Ludwig Fischer, Ludwig Leist, Josef Meisinger, Max Daume
Proces w Warszawie 17 grudnia 1946[8] – 24 lutego 1947
Miejsce: sala w siedzibie Związku Nauczycielstwa Polskiego przy ul. Smulikowskiego 6/8[9]
Wyrok: Fischer, Meisinger, Daume – kara śmierci, Leist – 8 lat więzienia, wyroki wykonano.
4. Oskarżony: Rudolf Höß.
Proces w Warszawie 11 marca[10] – 29 marca 1947
Miejsce: sala w siedzibie Związku Nauczycielstwa Polskiego przy ul. Smulikowskiego 6/8[9]
Wyrok: kara śmierci, wyrok wykonano.
5. Oskarżeni: 40 członków załogi obozu w Oświęcimiu.
Pierwszy proces oświęcimski w Krakowie 24 listopada – 16 grudnia 1947
Wyroki: 23 wyroki śmierci, 16 wyroków pozbawienia wolności od 3 lat do dożywotniego, jeden wyrok uniewinniający.
6. Oskarżony: Albert Forster.
Proces w Gdańsku 5 kwietnia – 29 kwietnia 1948
Wyrok: kara śmierci, wyrok wykonano.
7. Oskarżony: Josef Bühler.
Proces w Krakowie 17 czerwca – 5 lipca 1948
Wyrok: kara śmierci, wyrok wykonano.

Dodatkowo Najwyższy Trybunał Narodowy uznał rząd Generalnego Gubernatorstwa za organizację przestępczą.